# ZF Friedrichshafen

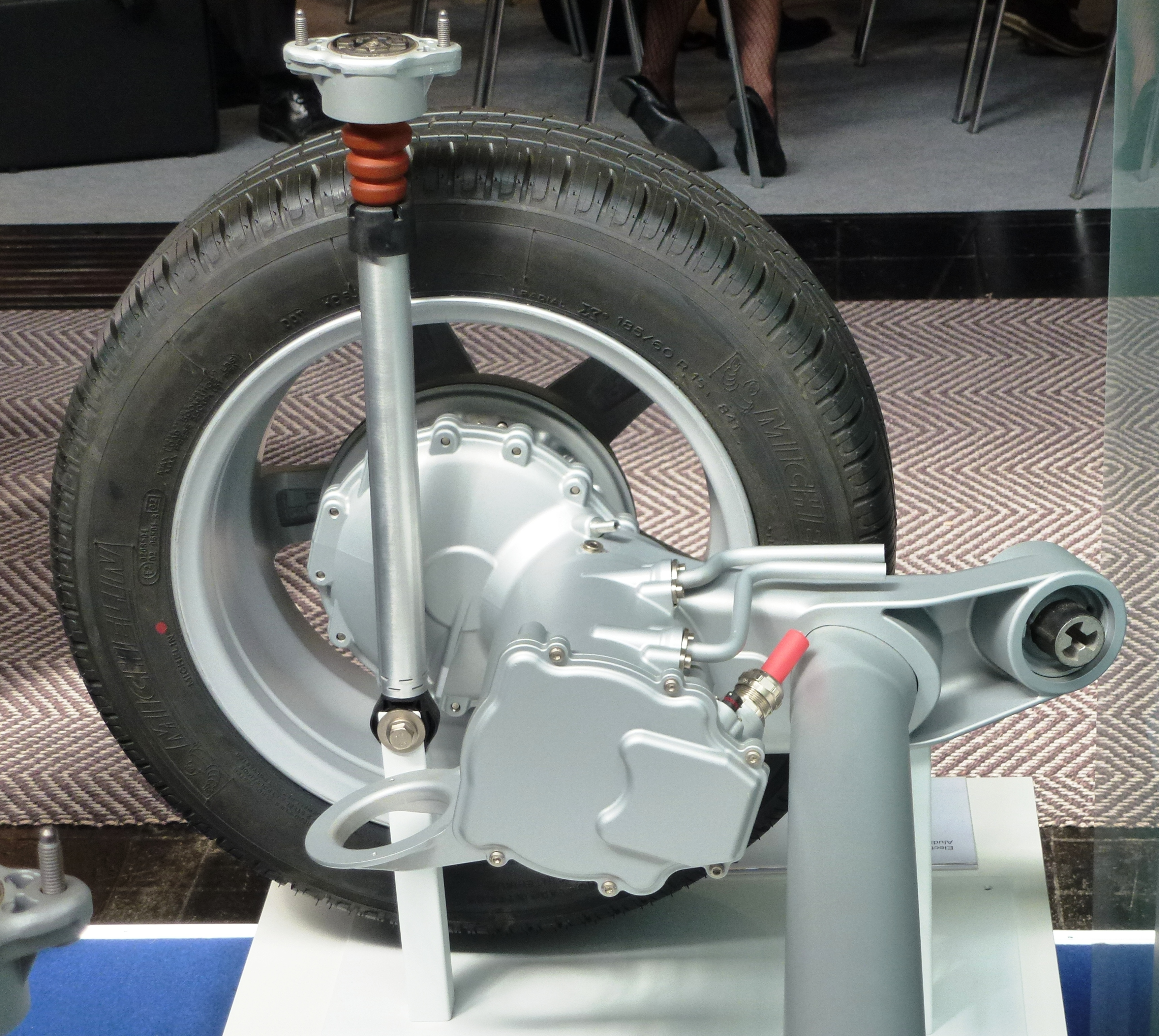
Jednostka napędowa samochodu elektrycznego

ZF Friedrichshafen AG – niemiecki producent części motoryzacyjnych, mający siedzibę w Badenii-Wirtembergii w Niemczech.
Spółka powstała 20 sierpnia 1915 roku. Jej założycielem był niemiecki hrabia Ferdinand von Zeppelin. Firma produkuje głównie skrzynie biegów do samochodów osobowych, oraz do innych pojazdów mechanicznych.

## Produkty
- ZF Ecomat